# Georg Pasch
Georg Pasch est un philosophe allemand né à Dantzig en 1661 et mort en 1707.
Il compléta son instruction par des voyages dans les Pays-Bas, l’Allemagne, la France, l’Angleterre, entra en relation avec les principaux savants de ces pays, devint, en 1701, professeur de morale à Kiel et échangea sa chaire contre celle de théologie peu de temps avant sa mort.

## Œuvres
Ses principaux ouvrages sont : 
- De pluritate mundorum (Wittemberg, 1684, in-4°);
- De brutorum sensibus atque cognitione (1686) ;
- De curiosis hujus seculi inventis quorum accurutiori cultu facem protulit antiquitas (1695), ouvrage dans lequel il s’attache à montrer que les opinions regardées comme nouvelles étaient pour la plupart connues des anciens, et que les inventions modernes ne sont que le développement des connaissances transmises par l’antiquité ;
- De fictis rebuspublicis (1704, in-4°), sur les plans de gouvernement de Platon, de More, de Cainpanella, etc. ;
- De re litteraria pertinente ad doctrinam moralem Socratis (1706);
- De scepticorum præcipuis hypothesibus (1706) ;
- De variis modis moralia tradendi (Kiel, 1707), sur les diverses méthodes employées pour l’enseignement de la morale.

### Source
- « Georg Pasch », dans Pierre Larousse, Grand dictionnaire universel du XIXe siècle, Paris, Administration du grand dictionnaire universel, 15 vol., 1863-1890 [détail des éditions].
- (de) Carsten Erich Carstens, « Pasch, Georg », dans Allgemeine Deutsche Biographie (ADB), vol. 25, Leipzig, Duncker & Humblot, 1887, p. 192